# Șona
Șona (in ungherese Szépmező, in tedesco Schönau) è un comune della Romania di 4 491 abitanti, ubicato nel distretto di Alba, nella regione storica della Transilvania.
Il comune è formato da un insieme di 7 villaggi: Alecuș, Biia, Doptău, Lunca Târnavei, Sânmiclăuș, Șona, Valea Sasului.